# Roman Reigns
Leati Joseph „Joe“ Anoaʻi (* 25. května 1985 Pensacola, Florida) je americký profesionální wrestler a bývalý fotbalista vystupující v show SmackDown pod jménem Roman Reigns.

## Kariéra
Anoa'i zápasí pro WWE pod jménem Roman Reigns v show Smackdown. Je členem rodiny Anoa'i, kam patří hvězdy jako The Rock, Yokozuna, Rikishi a The Usos. Předtím, než se začal věnovat wrestlingu, hrál americký fotbal. V WWE debutoval v roce 2012 jako člen týmu The Shield, o pár měsíců později získal se svým parťákem Seth Rollins WWE Tag Team Championship. V červnu 2014 poté, co se The Shield rozpadl, Reigns začal bojovat o WWE World Heavyweight Championship, měl několik šancí, ale titul nezískal. V září 2014 Reigns musel podstoupit operaci kýly, která ho vyřadila z akce do prosince. O několik týdnů později Reigns vyhrál Royal Rumble zápas proti Brock Lesnar na WrestleManii o WWE World Heavyweight Championship. Hodně fanoušků si dodnes říká jak je možné že Roman vykopl po 3 F5, přičemž právěže 3× F5 dokázalo prolomit Streak Undertakera na Wrestlemanii XXX (21-1). Na WrestleManii ovšem titul nezískal poté, co se do zápasu přidal Seth Rollins a zachránil celý zápas tím že díky svému Money in the Bank kufříku a vyhrál titul. Roman nadále pokračoval v boji o titul. Dne 22. listopadu 2015 se konala PPV akce jménem Survivor Series, kde bylo předem naplánované že Roman získá od Setha titul, protože se ale Seth Rollins zranil na house show, tak se konal turnaj, který ve finále vyhrál Reigns proti Ambrosovi, jenže přiběhl Sheamus a zpeněžil svůj MITB kufřík a získal titul. Roman po několika marných pokusech získal titul zpět 14. prosince 2015. Vince McMahon prohlásil že bude titul obhajoval na PPV Royal Rumble, čili ten kdo zůstane v ringu jako poslední, získává titul. V Royal Rumble zápasu se po dvouměsíční pauze vrátil Triple H jako 30 účastník a vyřadil Romana Reignse a následně i posledního Dean Ambrose a stal se z něj WWE World Heavyweight Champion.
Na placené akci Fastlane se konal Triple Threat Match – Brock Lesnar vs Roman Reigns vs Dean Ambrose a vítěz se utkal s Triple Hem na Wrestlemani 32. Tento zápas vyhrál Reigns poté, co použil spear na Deana a odpinoval ho. Poté, co vyhrál Fastlane nastoupil na Wrestlemánii 32 proti championovi Triplu H kterého dokázal po 3. spearu odpinovat. Po Wrestlemánii začal mít o titul zájem AJ Styles konaly se 2 zápasy o titul, jeden na Paybacku a druhý na Extreme Rules, ale Roman dokázal svůj titul 2× obhájit, ale nečekaně na konci zápasu Extreme Rules se vrátil Seth Rollins a dal Pedigree Romanovi. Shane McMahon oznámil že se na placené akci Money in the Bank bude konat zápas o titul a zápas se bude konat 19. června 2016.
Roman ale titul nedokázal obhájit a novým šampionem se stal Seth Rollins. Ten se ale moc dlouho neradoval, jelikož Dean Ambrose, který dříve tohoto večera vyhrál Money In The Bank kufřík, ho využil na zápas proti Seth Rollins. Dean po jednom Dirty Deeds úspěšně porazil Setha a stal se tak novým šampionem. Roman se titul pokusí získat zpátky na placené akci Battleground kde bude v zápase proti bývalým ''bratům'' Seth Rollins a Dean Ambrose. Tento zápas dokázal vyhrát Dean a tím svůj titul obhájil.
Romanův de-push pokračuje tím že čistě prohrál i s debutujícím Finnem Bálorem v kvalifikačním zápase pro Universal Championship. Další RAW ovšem konfrontoval Rusev současného United States Championa takže Roman po ztrátě nároku na hlavní titul zřejmě bude bojovat o šampionát Spojených států. Zápas se měl konat na akci SummerSlam jenže místo zápasu to byla jen rvačka kde Roman „zranil” Ruseva. Nadále se Roman zase zaměřil na Universal Titul a kvalifikoval se do zápasu Fatal 4 Way o titul. Titul se mu nepodařilo získat díky Triple Hovi který se nečekaně vrátil a pomstil se Romanovi za WrestleManii 32. Generální manažer Mick Foley dal Romanovi příležitost aby se dostal do hlavního taháku placené akce Clash of Champions pokud porazí Kevina Owense. To se mu nepodařilo a na konci zápasu se vrátil Rusev a napadl Romana. Zápas o United States titul se konal až na Clash of Champions kde Roman Ruseva porazil a stal se novým United States Championem. Roman se také zúčastnil placené akce Survivor Series v zápase RAW vs. SmackDown. Po Survivor Series začal feud s Kevin Owens se kterým bude mít zápas na placené akci Roadblock. Roman svůj US titul ztratil v handicap zápase proti Jeri-KO kde Jericho odpinoval Romana Reignse. Na Royal Rumble vyřadil Undertakera což vedlo k zápasu na WM 33 který Roman vyhrál a poslal Undertakera do důchodu. Roman nadále pokračoval v feudu s Braunem Strowmanem. Braun zničil Romana v backstage segmentu. Na placené akci Payback Braun naprosto zničil Romana a vyhrál čistě.

## Úspěchy
- 1x FCW Florida Tag Team Championship
- 4x WWE World Heavyweight Championship
- 2x WWE Universal Championship
- 1x WWE Intercontinental Championship
- 1x WWE United States Championship
- 1x WWE Tag Team Championship
- 28 Triple Crown Champion
- 9 Grand Slam Champion
- Royal Rumble 2015
- Elimination Chamber (2018)
- WWE World Heavyweight Championship Tournament (2015)
- 7x Slammy Awards

### Dokončovací pohyby
- Spear
- Superman punch

#### Pohyby v ringu
- Samoan Drop
- Big boot
- Roll-up
- Drive By (Super Drop Kick)
- Leaping clothesline
- Superman Punch
- Spear
- Guillotine Choke

#### Přezdívky
- The Thoroughbred
- Weed Guy
- The Powerhouse
- The Guy
- The Juggernaut
- Mr. Kickout at 2'
- The Muscle of The Shield (když byl ještě v týmu The Shield)
- The Big Dog
- The Head of The Table
- The Tribal Chief